# Madagaskars Davis Cup-lag
Madagaskars Davis Cup-lag styrs av Madagaskars tennisförbund och representerar Madagaskar i tennisturneringen Davis Cup. Madagaskar debuterade i sammanhanget 1997 och har bland annat slutat fyra i Grupp III 2001 och 2002.